# Shauna Sand

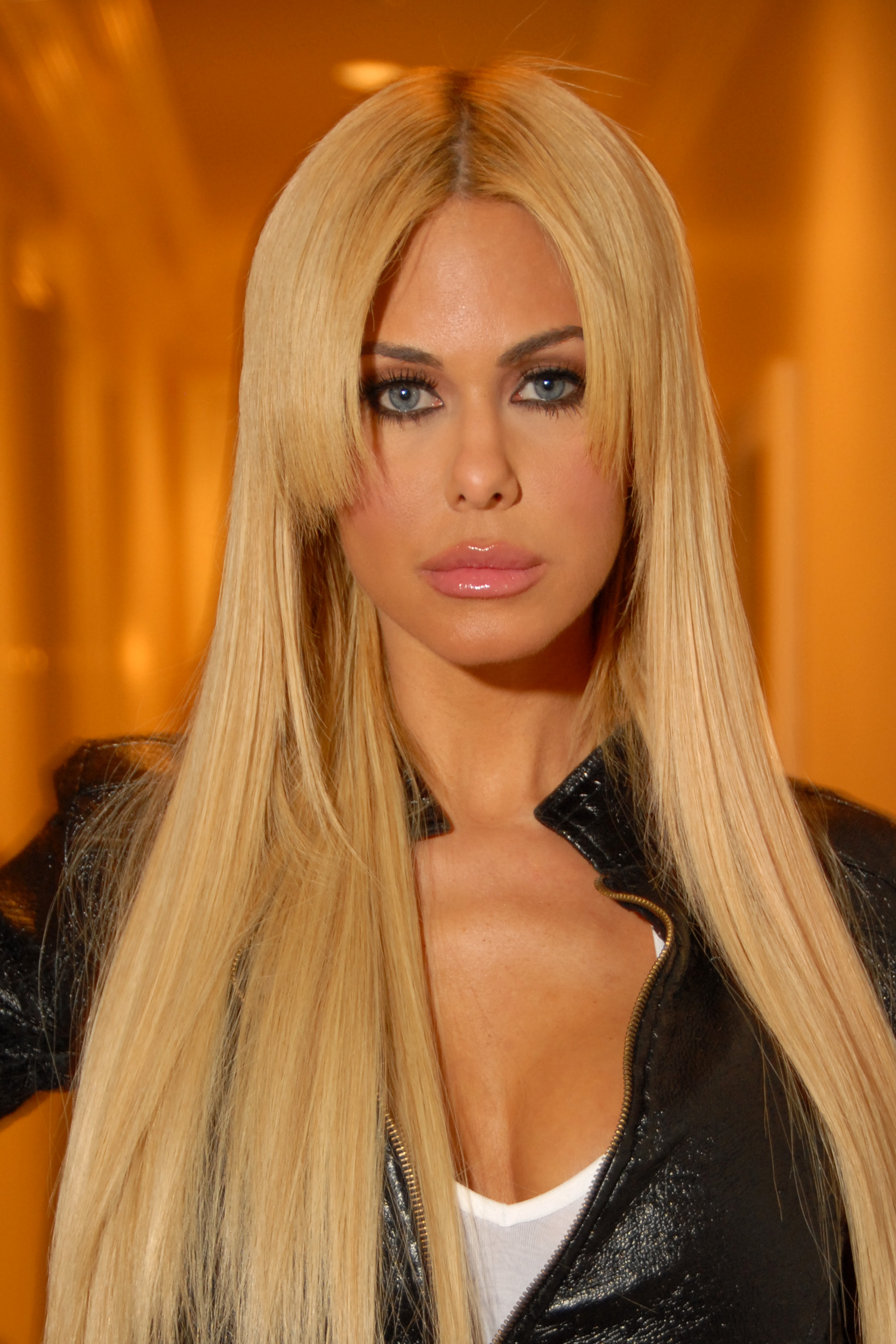
Shauna Sand 2009.

Shauna Sand, född 2 september 1971 i San Diego, Kalifornien, är en amerikansk skådespelare och fotomodell. 
Hon blev Playboy-magasinets månadens Playmate för maj månad 1996. Sand gick vidare med en skådespelarkarriär där hon bland annat har medverkat i serier som Renegade, Förhäxad och Hollywood Girls samt filmer som The Deviants.